# Зеґже
Зеґже (пол. Zegrze) — село в Польщі, у гміні Сероцьк Леґьоновського повіту Мазовецького воєводства.
Населення — 1110 осіб (2011).
У 1975-1998 роках село належало до Варшавського воєводства.

## Демографія
Демографічна структура станом на 31 березня 2011 року:
|          | Загалом | Допрацездатний вік | Працездатний вік | Постпрацездатний вік |
| -------- | ------- | ------------------ | ---------------- | -------------------- |
| Чоловіки | 544     | 108                | 403              | 33                   |
| Жінки    | 566     | 103                | 383              | 80                   |
| Разом    | 1110    | 211                | 786              | 113                  |